# Zhang Anda
Zhang Anda (chinesisch 张安达, Pinyin Zhāng Āndá; * 25. Dezember 1991) ist ein chinesischer Snookerspieler. Als Amateur gewann er unter anderem die U21-Asienmeisterschaft 2009. Anschließend wurde er Mitglied der Profitour. In den folgenden Jahren erreichte er bei einer Reihe von Turnieren das Viertelfinale sowie 2023 das Finale der English Open, den Sieg bei der International Championship und Rang 13 der Weltrangliste.

## Karriere
Zhang Anda kommt aus Guangzhou, wo seine Eltern einen Tischtennis-Club besaßen. Als Kind spielte Zhang folglich zunächst Tischtennis, begann sich aber in einer nahegelegenen Snookerhalle zusehends für die Billardvariante zu interessieren. 2007 trat er auf der internationalen Bühne erstmals in Erscheinung und erreichte bei der U21-Snooker-Asienmeisterschaft das Viertelfinale. Mehr Erfolg hatte er bei der U21-Amateurweltmeisterschaft desselben Jahres. Dort erreichte er das Endspiel, verlor dieses aber gegen Michael Georgiou. Eine Teilnahme an der Haupt-Amateurweltmeisterschaft endete zu Beginn der Hauptrunde. Im Laufe des Jahres 2008 erhielt Zhang Wildcards für die China Open und das Shanghai Masters, wodurch er erstmals Erfahrung gegen Profispieler sammelte, beide Spiele aber verlor. Zudem spielte er 2008/09 auf der Pontin’s International Open Series, allerdings nur mit mäßigem Erfolg. Zu diesem Zeitpunkt nahm Tony Drago Zhang unter seine Fittiche. Später trainierte Zhang regelmäßig zusammen mit Ronnie O’Sullivan. Nach einem knappen Ausscheiden in der Gruppenphase der Snooker-Asienmeisterschaft 2008 kehrte Zhang auch wieder auf die Erfolgsspur zurück. Nur wenige Monate später stand er im Finale der U21-Snooker-Asienmeisterschaft und besiegte dort den Thailänder Noppon Saengkham. Infolgedessen erhielt er die Spielberechtigung für die Snooker Main Tour.
Zhangs erste beiden Profispielzeiten verliefen recht schlecht für den jungen Chinesen, der so gut wie nie in die Hauptrunde eines Ranglistenturnieres auszog und lediglich bei einigen PTC-Events kleinere Erfolge erzielen konnte (wie auch beim Shanghai Masters 2010, wo er erst in der finalen Qualifikationsrunde verlor). Allerdings sorgte Zhang für eine kleine Sensation, als er sich überraschend für die Snookerweltmeisterschaft 2010 qualifizierte. Sein dortiges Hauptrundenspiel gegen den siebenfachen Ex-Weltmeister Stephen Hendry war lange Zeit eine offene Partie und Zhang führte bereits mit 7:9, doch der Routinier Hendry konnte das Spiel noch mit 10:9 für sich entscheiden. Nachdem er Mitte 2011 nur auf Rang 84 der Weltrangliste platziert war, verlor Zhang mangels fehlender sportlicher Qualifikation die Startberechtigung. Der Versuch der direkten Wiederqualifikation über die Q School scheiterte schlussendlich an einer Niederlage gegen David Grace im Gruppenfinale beim ersten Event. Im Folgenden nahm Zhang an einigen PTC-Events teil, aber erreichte auch das Viertelfinale der U21-Amateurweltmeisterschaft und das Endspiel der U21-Asienmeisterschaft, das er aber gegen Hossein Vafaei verlor. Da sich Vafaei aber bereits anderweitig für die Profitour qualifiziert hatte, reichte das verlorene Endspiel für Zhang für die sportliche Wiederqualifikation für die Profitour aus. Auf dieser hatte sich wegen Zhangs verhältnismäßig geringer Körpergröße der Spitzname „Mighty Mouse“ für ihn etabliert.
In den anschließenden zwei Saisons konnte Zhang einige Erfolge erzielen und nahm unter anderem am Achtelfinale der Australian Goldfields Open 2013 und an der Runde der letzten 32 der Indian Open 2013 teil. Bei drei PTC-Events konnte er zudem das Viertelfinale erreichen. Dennoch belegte er Mitte 2014 nur Rang 74, womit er wieder die direkte sportliche Qualifikation verpasste. Diesmal konnte sich Zhang jedoch über die Q School retten. Die nächsten beiden Spielzeiten zeigten eine leicht gesteigerte Form Zhangs an, der neben der Hauptrunde der Snookerweltmeisterschaft 2016 das Achtelfinale des German Masters 2016 und das Viertelfinale der Haining Open 2015 erreichte. Zwar war das Resultat der beiden Spielzeiten, Rang 65, besser als die bisherigen Ergebnisse Zhangs, trotzdem verpasste er die direkte sportliche Qualifikation um genau einen Platz. Dank seiner Viertelfinalfinalteilnahme bei den Haining Open qualifizierte sich Zhang aber über eine Order of Merit für die nächsten beiden Saisons.
Im Laufe der nächsten beiden Saisons konnte Zhang allerdings nur verhaltene Erfolge erzielen, Höhepunkte waren Achtelfinalteilnahmen bei der UK Championship 2016 und beim Riga Masters 2017 sowie eine Viertelfinalteilnahme bei den Indian Open 2017. Eine direkte sportliche Wiederqualifikation verpasste Zhang nach zwei Jahren mit Rang 67 erneut knapp, wobei er sich diesmal über die Einjahresrangliste retten konnte und einen sicheren Platz für die nächsten zwei Spielzeiten bekam. In den folgenden zwei Jahren konnte Zhang konstante Ergebnisse mit regelmäßigen Hauptrundenteilnahmen vorweisen, darunter eine Viertelfinalteilnahme beim Paul Hunter Classic 2018. Nach den Gibraltar Open 2020 zog sich der Chinese jedoch vom Profisnooker zurück. Mitte 2020 verlor Zhang dann seine Spielberechtigung, wodurch seine Profikarriere vorläufig endete.
Im Rahmen der CBSA Qualifiers 2021 gelang Zhang die Wiederqualifikation für die Profitour, auf der er ab der Saison 2021/22 wieder spielte.  In seine Comebacksaison startete er zunächst mit einer Serie von Auftaktniederlagen, doch bei den Scottish Open 2021 wendete sich mit einer Teilnahme an der Runde der letzten 32 das Blatt. Bis zum Saisonende schied er vier Turnieren erst in der dritten und zwei weiteren in der zweiten Runde aus. Sein bestes Ergebnis erzielte er bei den Welsh Open, wo er bis ins Viertelfinale kam. Am Saisonende stand er auf Platz 87, wobei er durch die Wechsel in der Tourbesetzung während der Saisonpause zum Start der Saison 2022/23 bis auf Platz 70 vorrückte. Damit war er zu diesem Zeitpunkt unter den besten neuen Spielern 2021 und in Schlagweite zu den Top 64, hatte also mit die besten Voraussetzungen für die zweite Saison. Zu deren Beginn gelang ihm in der Qualifikation des European Masters gegen Anton Kazakov das erste Maximum Break bei einem Profiturnier. Bei der Mehrzahl der Turniere erreichte er die zweite Runde, bei den Scottish Open und dem German Masters Runde 3. Den größten Saisonerfolg erreichte er bei der 6-Red-Weltmeisterschaft, wo er sich durch 5 Qualifikationsrunden spielte, in der Gruppenphase Ding Junhui und Stephen Maguire deutlich schlug und das Viertelfinale erreichte. Das Turnier zählte aber nicht für die Weltrangliste und die übrigen Ergebnisse bestätigten seine Position, waren aber nicht genug für die Top 64. Bei der abschließenden Weltmeisterschaft nutzte er seine letzte Chance und nach Siegen über Stan Moody und Xiao Guodong stieg er noch auf Platz 60, wodurch er sich zum ersten Mal direkt den Verbleib auf der Profitour sicherte. Gegen Noppon Saengkham spielte er sogar um den Einzug in die WM-Finalrunde im Crucible Theatre und erst im Decider auf Schwarz fiel die Entscheidung gegen ihn. [veraltet]

## Erfolge
Profiturniere
- Sieg:
  - Ranglistenturniere: International Championship (2023)
- Finale:
  - Ranglistenturniere: English Open (2023)
- Viertelfinale:
  - Ranglistenturniere: Indian Open (2017), Paul Hunter Classic (2018), Welsh Open (2022)
  - Minor-Ranking-Turniere (Players Tour Championship): APTC 2012 Event 1 und Event 3, Gdynia Open 2015, Haining Open 2015

| Ausgang            | Jahr | Turnier                            | Finalgegner       | Ergebnis |
| ------------------ | ---- | ---------------------------------- | ----------------- | -------- |
| Ranglistenturniere |      |                                    |                   |          |
| Zweiter            | 2023 | English Open                       | Judd Trump        | 7:9      |
| Sieger             | 2023 | International Championship         | Tom Ford          | 10:6     |
| Amateurturniere    |      |                                    |                   |          |
| Zweiter            | 2007 | IBSF U21-Weltmeisterschaft         | Michael Georgiou  | 6:11     |
| Sieger             | 2009 | ACBS U21-Snookerasienmeisterschaft | Noppon Saengkham  | 5:1      |
| Zweiter            | 2011 | Q School – Event 1                 | David Grace       | 1:4      |
| Zweiter            | 2012 | ACBS U21-Snookerasienmeisterschaft | Hossein Vafaei    | 2:6      |
| Sieger             | 2014 | Q School – Event 1                 | Jamie Rhys Clarke | 4:3      |
| Sieger             | 2021 | CBSA Qualifiers                    | Zhang Zhijie      | 4:0      |